# Biskupi kijowsko-żytomierscy
Biskupi kijowsko-żytomierscy – biskupi rzymskokatolickiej diecezji kijowsko-żytomierskiej na Ukrainie.  

## Biskupi ordynariusze
- 1991-2011 Jan Purwiński
- 2011-2016 Petro Herkulan Malczuk
- od 2017 Witalij Krywicki

## Biskupi pomocniczy
- 1994-2014 Stanisław Szyrokoradiuk
- 2005-2014 Witalij Skomarowski
- 2019-     Ołeksandr Jazłowiecki